# Gustav Adolf Nosske

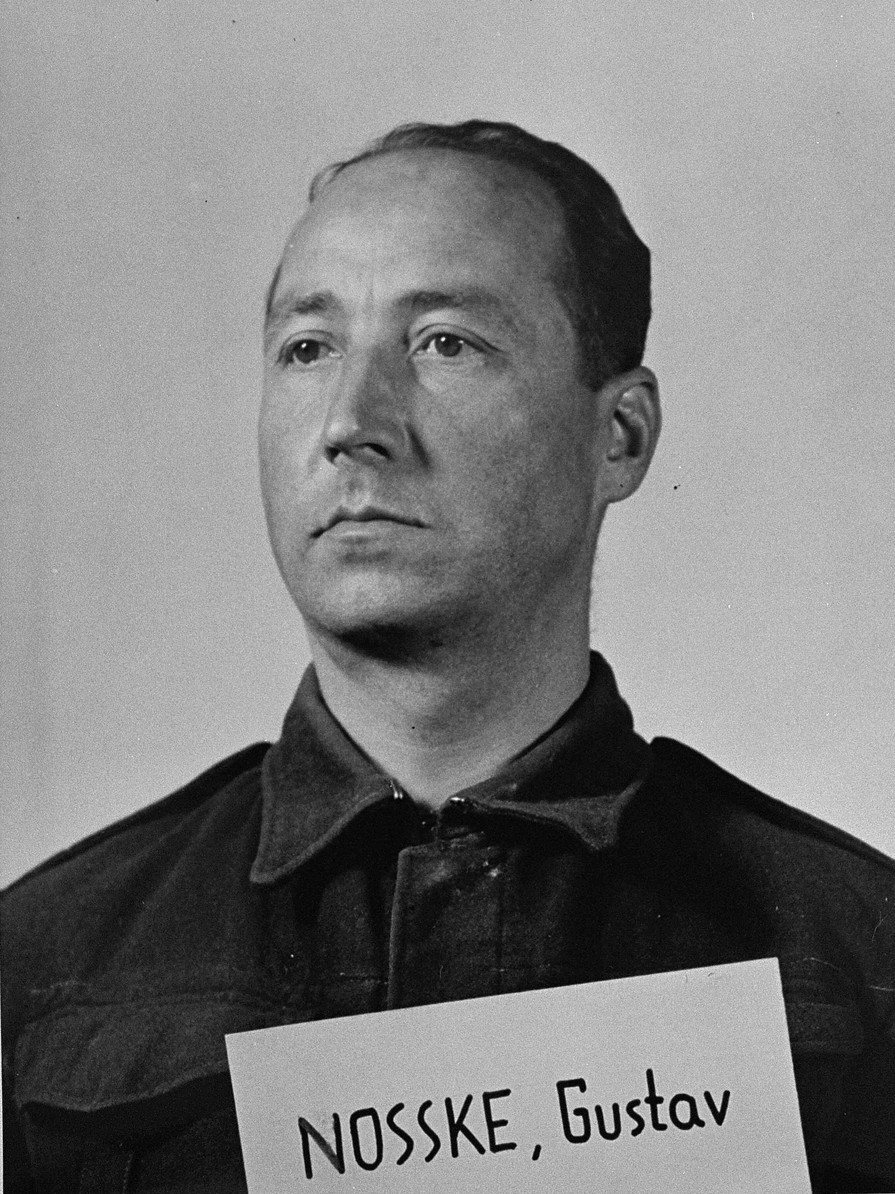
Gustav Nosske beim Einsatzgruppen-Prozess

Gustav Adolf Nosske (* 29. Dezember 1902 in Halle; † 9. August 1986 in Düsseldorf) war ein deutscher Jurist und verurteilter Kriegsverbrecher, der als SS-Obersturmbannführer 1941/1942 an Massenmordaktionen im Südwesten der Sowjetunion beteiligt war.

## Leben
Nosske absolvierte von 1925 bis 1930 ein Studium der Volkswirtschaftslehre und Rechtswissenschaft an der Universität Halle. Nach dem Rechtsreferendariat legte er 1934 das Assessorexamen ab. Er wurde Anwalt in Halle und Aachen.
Nosske trat zum 1. Mai 1933 der NSDAP (Mitgliedsnummer 2.784.256) und im selben Jahr der SA bei.
Im Juni 1935 wurde er stellvertretender Leiter der Gestapo in Aachen, ab September 1936 Chef der Gestapo in Frankfurt (Oder) und ab 1939 in Graz. Der SS war er im Oktober 1936 beigetreten (SS-Nummer 290.213).
Während des Deutsch-Sowjetischen Krieges war er von Juni 1941 bis März 1942 Anführer des Einsatzkommandos 12 der Einsatzgruppe D unter der Führung von Otto Ohlendorf, mit Einsatzorten u. a. in Stalino und Nowotscherkassk. In der Ereignismeldung 178 gab Nosske allein für den Zeitraum vom 16. bis 28. Februar 1942 den Mord an 1515 Menschen („721 Juden, 271 Kommunisten, 74 Partisanen und 421 Zigeuner und asoziale Elemente“) an.
Von April bis Oktober 1942 war er Referent für Ostgebiete im Reichssicherheitshauptamt (RSHA) und bis Anfang 1943 Chef der Abteilung IV D der Gestapo (Staatsfeindliche Ausländer). Danach war er Verbindungsmann des RSHA zum Reichsministerium für die besetzten Ostgebiete. Von Herbst 1943 bis August 1944 war er Chef der Staatspolizeileitstelle Düsseldorf. Danach folgten Kriegseinsätze bei der Waffen-SS.
Am 10. April 1948 wurde Nosske beim Einsatzgruppen-Prozess zu lebenslanger Haft verurteilt. Sein Verteidiger war Karl Hoffmann. Im Prozess hatte er angeführt, im September 1944 gegen den Befehl des Höheren SS- und Polizeiführers (HSSPF) in Düsseldorf, alle Juden und „Halbjuden“ zusammenzutreiben und zu töten, protestiert und diesen Befehl nicht ausgeführt zu haben. Die Entlassung aus dem Kriegsverbrechergefängnis Landsberg erfolgte am 15. Dezember 1951. Über seinen weiteren Verbleib ist nichts bekannt – mit einer Ausnahme: Am 26. März 1965 wurde Nosske im 1. Frankfurter Auschwitzprozess als Zeuge vernommen. Sein Aufenthaltsort war Düsseldorf, als Berufsbezeichnung wurde Syndikus angegeben.